# Det stora kalaset
Det stora kalaset (originaltitel: Cannery Row) är en roman av John Steinbeck från år 1945. Den filmatiserades 1982 med Nick Nolte och Debra Winger i huvudrollerna. 
Handlingen utspelar sig i Monterey i Kalifornien under depressionen på 1930-talet. 
En halvt fristående fortsättning finns i romanen En underbar torsdag.